# Segunda Categoría del Carchi 2016
El Campeonato Provincial de Segunda Categoría de Carchi 2016 fue un torneo de fútbol en Ecuador en el cual compitieron equipos de la provincia de Carchi. El torneo fue organizado por la Asociación de Fútbol Profesional del Carchi (AFC) y avalado por la Federación Ecuatoriana de Fútbol. El torneo empezó el 1 de mayo de 2016 y finalizó en julio de 2016. Participaron 4 clubes de fútbol y entregó 2 cupos al Zonal de Ascenso de la Segunda Categoría 2016 por el ascenso a la Serie B.

## Sistema de campeonato
El sistema determinado por la Asociación de Fútbol Profesional del Carchi fue el siguiente: 
- Se juega una etapa única con los 6 equipos establecidos, todos contra todos ida y vuelta (10 fechas), al final los equipos que terminen en primer y segundo lugar clasificarán a los zonales  de Segunda Categoría 2016.

## Equipos participantes
| Equipos participantes     | Equipos participantes | Equipos participantes      | Equipos participantes | Equipos participantes | Equipos participantes |
| ------------------------- | --------------------- | -------------------------- | --------------------- | --------------------- | --------------------- |
|                           |                       |                            |                       |                       |                       |
| Equipo                    | Ciudad                | Estadio                    |                       |                       |                       |
| Club Atlético Tulcán      | Tulcán                | Estadio Olímpico de Tulcán |                       |                       |                       |
| Club Deportivo Dunamis 04 | Tulcán                | Estadio Olímpico de Tulcán |                       |                       |                       |
| Club El Martillo          | Tulcán                | Estadio Olímpico de Tulcán |                       |                       |                       |
| Club Atlético Huaca       | San Pedro de Huaca    | TBD                        |                       |                       |                       |

## Equipos por Cantón
| Cantón             | N.º | Equipos                                     |
| ------------------ | --- | ------------------------------------------- |
| Tulcán             | 3   | Atlético Tulcán, Dunamis TCE, y El Martillo |
| San Pedro de Huaca | 1   | Atlético Huaca                              |

## Clasificación
|  |    | Equipo          | PJ | PG | PE | PP | GF | GC | DG | PTS |
|  | -- | --------------- | -- | -- | -- | -- | -- | -- | -- | --- |
|  | 1. | Atlético Tulcán | 4  | 3  | 0  | 1  | 11 | 3  | +8 | 9   |
|  | 2. | Dunamis TCE     | 4  | 2  | 1  | 1  | 12 | 8  | +4 | 7   |
|  | 3. | El Martillo     | 4  | 1  | 1  | 2  | 5  | 12 | -7 | 4   |
|  | 4. | Atlético Huaca  | 4  | 1  | 0  | 3  | 3  | 8  | -5 | 3   |

|  | Campeón y clasificado a los zonales de Segunda Categoría 2016. |

## Resultados

### Primera vuelta
| Local/Visitante | ATL   | MAR   | DUN   | HUA   |
| --------------- | ----- | ----- | ----- | ----- |
| Atlético Tulcán |       |       |       | 4 - 0 |
| El Martillo     | 0 - 3 |       | 2 - 2 |       |
| Dunamis TCE     | 2 - 4 | 6 - 1 |       |       |
| Atlético Huaca  | 1 - 0 | 1 - 2 | 1 - 2 |       |

     Ganó equipo local
     Ganó equipo visitante
     Empate

### Segunda vuelta
| Local/Visitante | ATL | MAR | DUN | HUA |
| --------------- | --- | --- | --- | --- |
| Atlético Tulcán |     |     |     |     |
| El Martillo     |     |     |     |     |
| Dunamis TCE     |     |     |     |     |
| Atlético Huaca  |     |     |     |     |

     Ganó equipo local
     Ganó equipo visitante
     Empate

## Campeón
|                                                                                  |
| Atlético Tulcán 3.er título Clasifica a los zonales de la Segunda Categoría 2016 |